# Njuktjojaure
Njuktjojaure är en sjö i Gällivare kommun i Lappland och ingår i Kalixälvens huvudavrinningsområde. Sjön har en area på 0,075 kvadratkilometer och ligger 469,9 meter över havet. Njuktjojaure ligger i Kaitum fjällurskog Natura 2000-område.

## Delavrinningsområde
Njuktjojaure ingår i det delavrinningsområde (751375-170688) som SMHI kallar för Utloppet av Saurussuanto. Medelhöjden är 466 meter över havet och ytan är 51,7 kvadratkilometer. Räknas de 103 avrinningsområdena uppströms in blir den ackumulerade arean 2 251,92 kvadratkilometer. Kalixälven som avvattnar avrinningsområdet har biflödesordning 2, vilket innebär att vattnet flödar genom totalt 2 vattendrag innan det når havet efter 302 kilometer. Avrinningsområdet består mestadels av skog (86 procent) och sankmarker (10 procent). Avrinningsområdet har 1,62 kvadratkilometer vattenytor vilket ger det en sjöprocent på 3,1 procent.